# ناوچه سبک کلاس بچنت
ناوچهٔ سبک کلاس بچنت (به انگلیسی: Bacchante-class corvette) یک کلاس از کشتی به طول ۲۸۰ فوت (۸۵ متر) است.